# Marcio Mansilla
Marcio Mansilla (Buenos Aires, 21 de maio de 1996) é um ator argentino.

## Biografia
Marcio Mansilla é um jovem ator argentino. É Conhecido como Chico ou Machi, por amigos, familiares e fãs. Possui outros tres irmãos, Lucío, Tobías e Lourdes. Começou sua carreira em 2004, fazendo comerciais e graficas. Também fez dois filmes, e tres novelas, entre elas Bella y Bestia.
Atualmente, Marcio está em Consentidos, produção de Ideas Del Sur, com o personagem de Augusto. Em Consentidos, Marcio atua lado a lado com sua irmã, Lourdes Mansilla.

## Televisão
- 2014 - Aliados
- 2011 - Peter Punk
- 2009/2010 - Consentidos ... Augusto
- 2008 - Bella y Bestia ... Franz
- 2007 - Amor Mío, México
- 2006 - Sos Mi Vida

## Cinema
- 2009 - Lucky Luke
- 2008 - Mentiras Piadosas ... Pablo (criança)
- 2007 - City of your final destination